# 下恩特費爾登

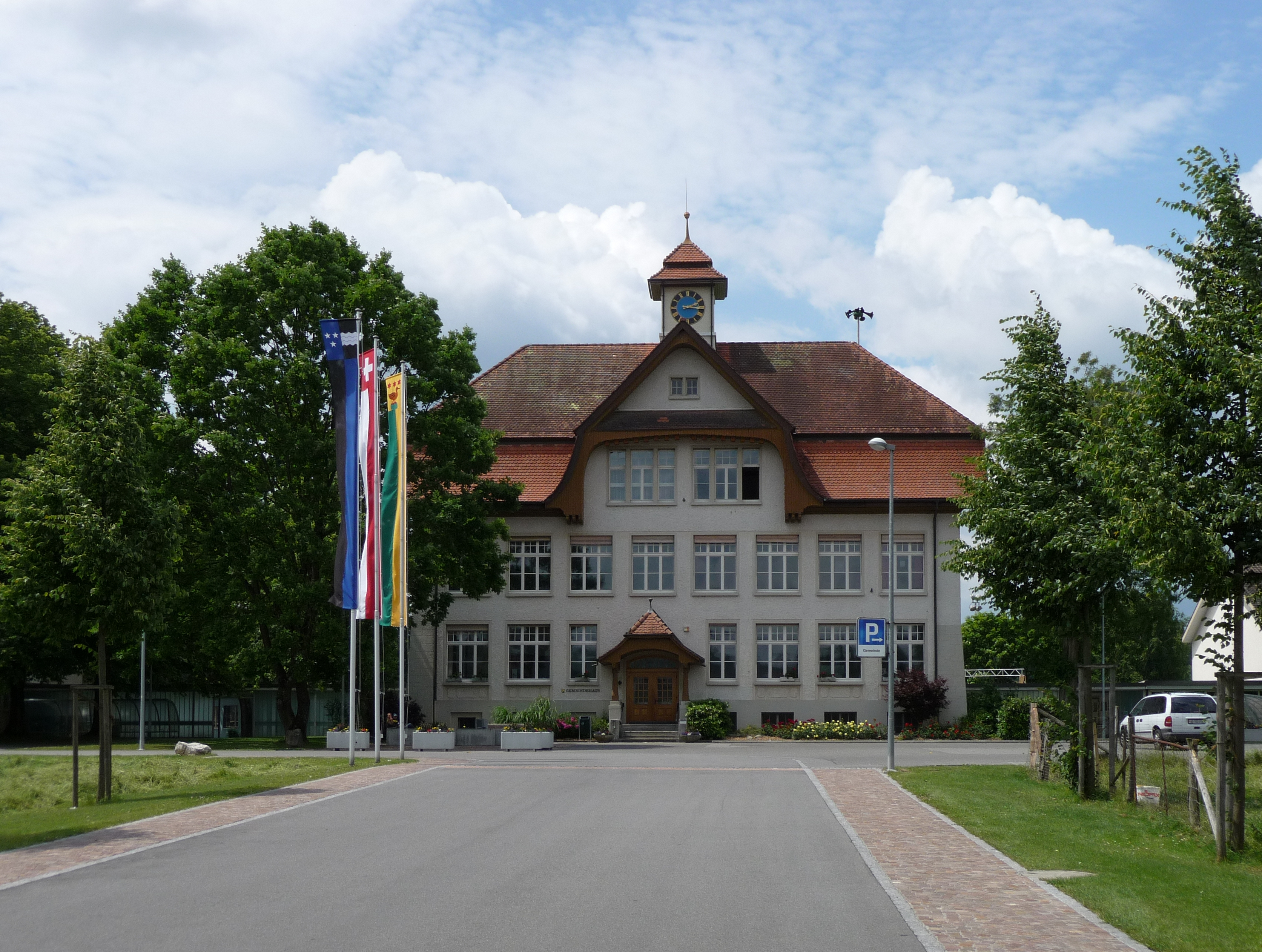

下恩特費爾登是瑞士的城鎮，位於該國北部，由阿爾高州負責管轄，面積2.88平方公里，海拔高度417米，2012年人口3,999，一半人口信奉基督教，人口密度每平方公里1389人。